# Palazzo Santa Margherita
Palazzo Santa Margherita è un palazzo in stile neoclassico situato in Corso Canalgrande n. 103, nel centro di Modena.

## Storia
Nel sito, sin dal XII secolo era già presente un convento, dedicato a Santa Margherita Martire. Una tela raffigurante Santa Margherita di Cortona venne collocata nella chiesa nel XVIII secolo. La chiesa annessa al convento era decorata con dipinti di Luigi De La Forest, tra cui una Gloria della Madonna e dei Santi Bonaventura, Bernardo da Siena e Pasquale Baylon. Nel 1539 fu rilevata dai dagli Osservanti Santa Cecilia che eseguirono diversi lavori e rimasero sino alla soppressione della Parrocchia (1768 per decisione di Francesco III) e del convento che, nel 1798, fu trasformato in caserma dai francesi durante l'occupazione napoleonica. La chiesa fu definitivamente chiusa al culto nel 1808. 
L'edificio fu ristrutturato intorno al 1830 sotto l'amministrazione ducale, incorporando una chiesa ed edifici che servivano da scuola per gli orfani. La facciata esterna fu progettata da Francesco Vandelli.
L'edificio ospita oggi diversi musei civici, tra cui la Galleria civica di Modena (dal 1995) e il Museo della figurina, oggi gestiti dalla Fondazione Modena Arti Visive, che qui ha sede, oltre all'Istituto Musicale Orazio Vecchi e alla Biblioteca Delfini. La galleria civica espone principalmente collezioni di fotografia e di arte contemporanea, mentre il museo della figurina espone oggetti frutto di una donazione di Giuseppe Panini. Tra gli artisti con opere nel museo figurano Filippo de Pisis, Mario Mafai, Mario Sironi, Ennio Morlotti, Giorgio Morandi e Luigi Fontana.